# Union (New Jersey)
Union is een plaats (census-designated place) in de Amerikaanse staat New Jersey, en valt bestuurlijk gezien onder Union County.

## Demografie
Bij de volkstelling in 2000 werd het aantal inwoners vastgesteld op 54.405.

## Geografie
Volgens het United States Census Bureau beslaat de plaats een oppervlakte van
23,6 km², geheel bestaande uit land. Union ligt op ongeveer 850 m boven zeeniveau.

## Plaatsen in de nabije omgeving
De onderstaande figuur toont nabijgelegen plaatsen in een straal van 8 km rond Union.